# Sunwest
Sunwest est une census-designated place du comté de La Paz, dans l'État de l'Arizona, aux États-Unis. En 2020, elle compte une population de 5 habitants.